# 稚內車站

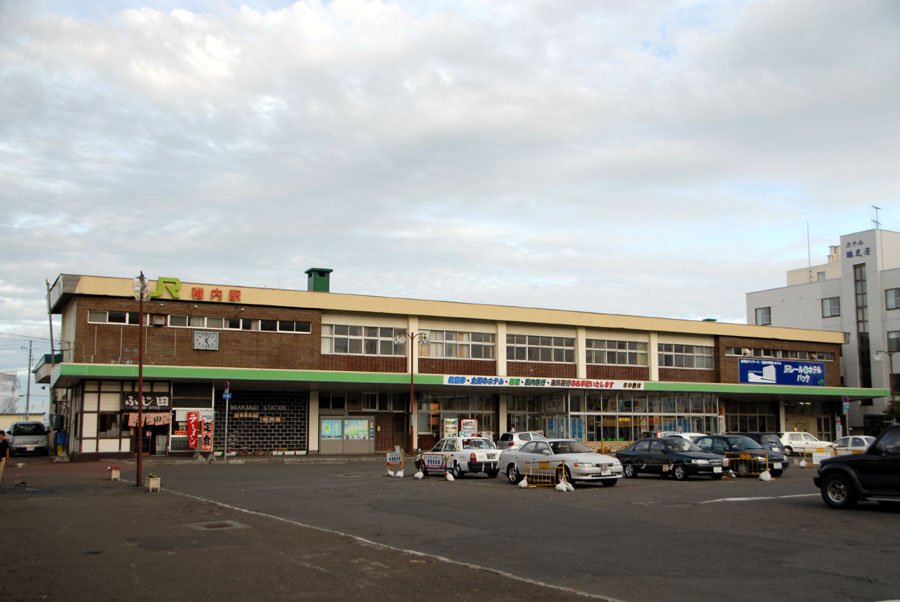
已在2011年時拆除的舊站體

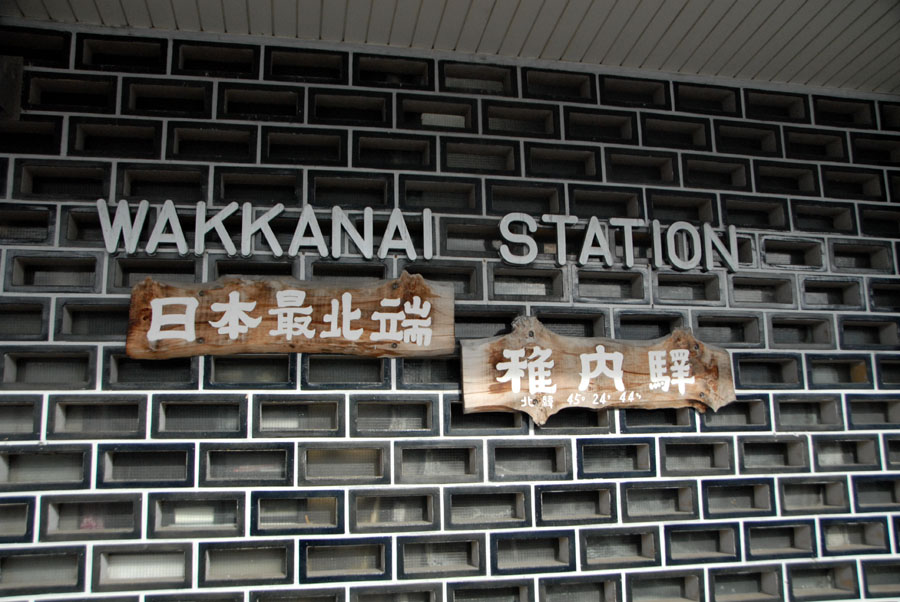
車站牆上的「日本最北端」字樣

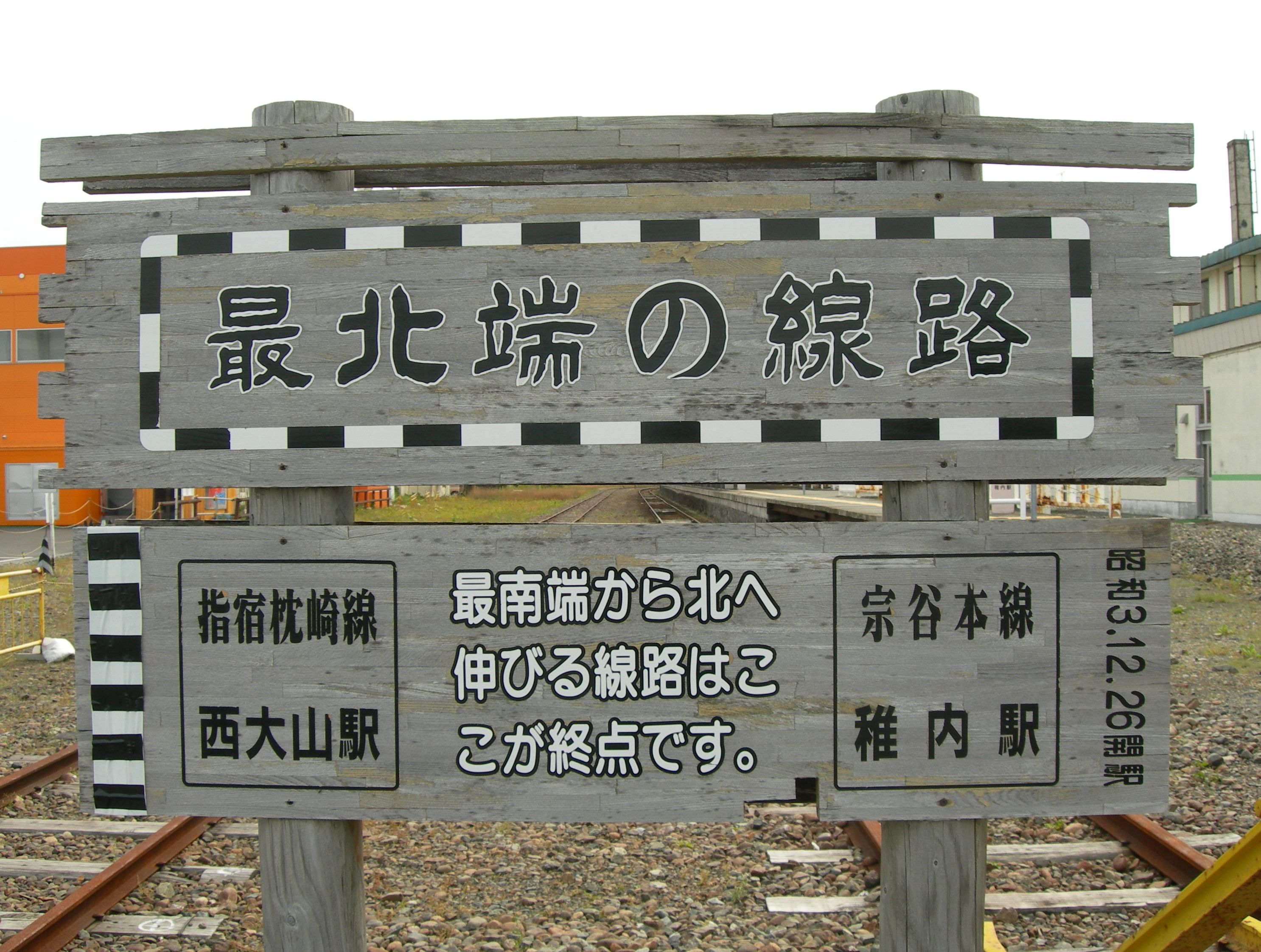
在鐵路線末端的說明木牌，上面有日本全國鐵路線最北與最南兩端的車站資訊

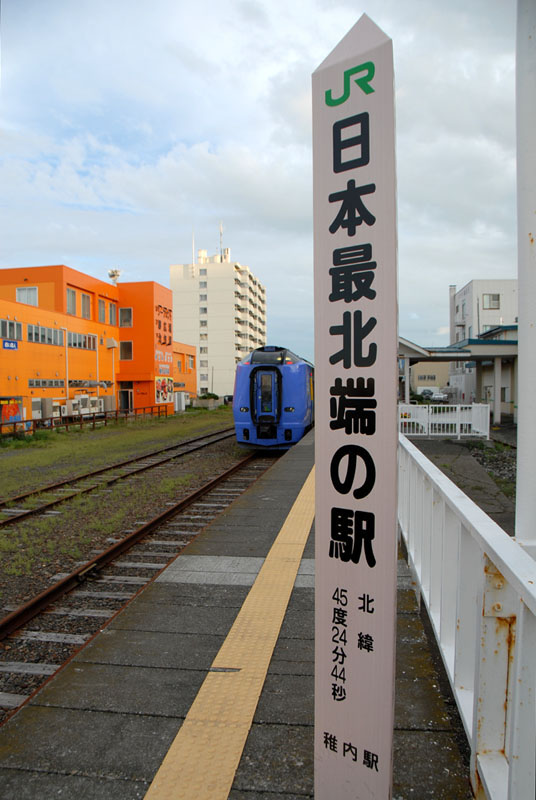
車站月台上非常受歡迎的「JR日本最北端車站」碑與停在遠方的超級宗谷號特急列車

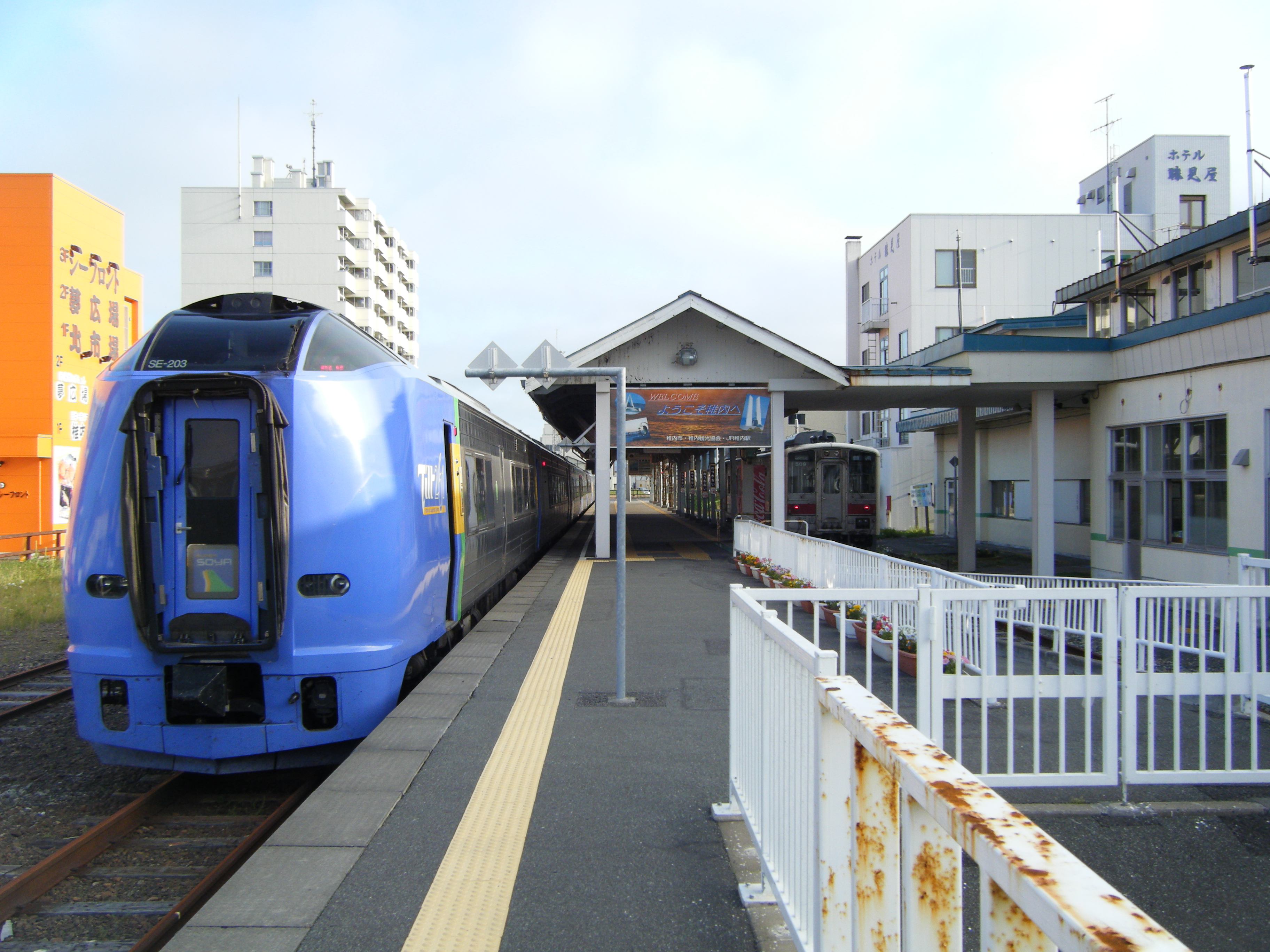
2010年以前的稚內車站月台配置。左方一號月台上停靠的是超級宗谷號，而右方停靠普通列車的二號月台則在車站改造時撤除，以騰出建設新站體時的用地。

稚內車站（日语：／ Wakkanai eki */?）是位於日本北海道稚內市的鐵路車站，也是北海道旅客鐵道（JR北海道）宗谷本線的終點站。本站除了是日本最北市級行政單位的主車站之外，在1945年蘇聯佔領日方稱為「樺太」的庫頁島、日本失去樺太鐵道的控制之後，就繼承了日本國境內最北端鐵路車站（位於北緯45度24分44秒）的稱號。

## 車站構造
本站的站房與路軌皆位於地面，站內配置側式月台1座，鐵路線1條，設有列車接近警報器。為配合本站的站前再開發計畫，原本靠近車站建築物側的2號月台及其軌道已於2010年1月30日撤去。自此，本站不再提供列車交換功能，當列車抵站及清客後（特別是特急「宗谷號」和「佐呂別號」（日语：サロベツ），便要駛離車站，返回南稚內車站（舊稱「稚內機關區」）等候或回廠。
本站是直營站，全日皆有站員駐守，站內設有綠窗口、自動售票機、旅遊中心、候車大堂等。站房同時結合往稚內市區及長途巴士總站、社區中心及商業設施。舊站時代曾經設置的站內小賣場Kiosk、立食麵攤與烏龍麵店，皆已在站體改建時結束營業。
因應「稚内站前再開發」計劃，舊的車站建築已於2011年6月拆去，改建成新車站大樓。新車站大堂已於2011年4月3日開始運作，但發生2011年日本东北地方太平洋近海地震，原定的開幕典禮遭取消。
在車站月台北端設有一「JR日本最北端的車站」立碑，上面記錄有車站的緯度（北緯45度24分44秒）。除此之外，在鐵軌最北的末端還設有一「最北端的線路」木牌看板，上面註明JR系統最北端車站（宗谷本線稚內車站）與最南端車站（指宿枕崎線西大山車站）之名稱與兩車站的設置日期。這兩個立碑與木牌已經成為來到稚內的觀光客一定會留影的觀光名勝。車站外廣場鋪有一小段鐵軌，末端有止衝擋及「最北端之線路」石碑。

## 歷史
今日的稚內車站並不是當初最早設置的稚內車站。第一代的稚內車站是今日的南稚內車站，設於1924年，而今日的稚內車站則是1923年時設置的稚內港車站，當初是為了連結稚內與樺太（今俄羅斯薩哈林州庫頁島）大泊町之間的鐵路聯絡船航線「稚泊航路」而設置，但鐵道路線實際延伸到稚內港車站內，則已經是1928年時的事。1939年時（舊）稚內車站改名為南稚內車站，而稚內港車站則正式更名為稚內車站。1940年時為了便利搭乘聯絡船的旅客，在車站內設置了臨時上下車用的「稚內碼頭車站」（稚内桟橋駅），但第二次世界大戰之後日本戰敗、樺太被蘇聯佔領，導致稚泊航路停止營運，稚內碼頭車站自然廢止。
- 1923年12月26日：稚內港車站開始營運（初設時站內尚未鋪設鐵軌，主要是為了作為稚泊航路的接續點而設置）。
- 1928年12月26日：宗谷線（舊）稚內車站～稚內港車站間開始營運（稚內港車站首度開始作為鐵道車站使用）[3]。
- 1938年10月1日：稚內碼頭車站（稚內港車站內的臨時乘車場）開始營運。
- 1939年2月1日：正式改名為稚內車站。
- 1945年8月25日：稚泊聯絡船停止營運（稚內碼頭車站實際上被廢止）。
- 1987年4月1日：日本國鐵（JR）正式民營化並進行分割，稚內車站劃歸由JR北海道繼承。
- 2010年1月30日：撤除二號月台，騰出修築新站體時所需的用地。
- 2011年：
  - 4月2日：第二代站房停用。
  - 4月3日：第三代新站房正式啟用。
- 2012年5月3日：併設的稚內道之驛（日语：道の駅わっかない）開業。

## 使用人數
| 乘車人員推算 | 乘車人員推算 |
| 年度         | 1日平均人數  |
| ------------ | ------------ |
| 2009         | 110          |
| 2010         | 100          |
| 2011         | 106          |
| 2012         | 106          |
| 2013         | 100          |

## 周邊設施

### 交通
稚內車站是日本全國鐵路路線最北方的終點，車站前方有兩個隸屬於地方交通業者宗谷巴士的公車站牌，其中車站前的巴士總站有固定班次駛往宗谷岬與天北線（一條已在1989年時廢止的地方鐵路支線）沿線地區，而位於站前大街上的站牌則有連通市區內各處的市內環繞公車，與駛往野寒布岬（ノシャップ岬）方面的定期班次。
除了公車路線之外，在稚內車站東北方徒步約10分鐘的地方，有個屬於東日本海渡輪（東日本海フェリー）的渡輪終站碼頭，每日皆有定期輪船班次駛往位於稚內西方日本海海面上的兩座離島——利尻島（鴛泊港）與禮文島（香深港）。除此之外，偶爾也有不定期開航，駛往庫頁島的航班。

### 其他
雖然稚內是個位在邊陲地區的海港，但由於其特殊的地理位置每年仍有為數不少的旅客前來遊玩，因此在車站四周設置有許多針對觀光客而開設的商店與設施，而稚內市的各項主要機能設施也都位於車站周遭。

#### 公共設施
- Heart Land Ferry碼頭
  - 利尻島、禮文島方向
  - 庫頁島、科爾薩科夫方向（國際航線）
- 稚內市公所
- 稚內警署（日语：稚内警察署）中央警署
- 稚內郵局（日语：稚内郵便局）
- 稚內信用金庫（日语：稚内信用金庫）總店
- 北洋銀行稚內分店
- 北海道銀行稚內分店
- 稚內漁業協同組合總所
- 水夢館（暖水泳池）
- 市立稚內醫院（日语：市立稚内病院）
- 稚內總合文化中心
- 稚內港灣共同廳舍
  - 稚內海上保安廳
  - 稚內地方天文台
  - 北海道運輸局旭川運輸分局稚內廳舍
  - 小樽檢疫所稚內辦事處
  - 札幌入國管理局（日语：札幌入国管理局）稚內港辦事處

#### 觀光景點
- 北防波堤圓拱（日语：北防波堤ドーム）
- 稚內公園
  - 稚內市北方紀念館、開基百年紀念塔
  - 冰雪之門（日语：氷雪の門）
  - 樺太犬供養塔
- [稚內溫泉] 错误：{{Lang}}：无效参数：|3=（帮助）
- [野寒布岬] 错误：{{Lang}}：无效参数：|3=（帮助）
  - 野寒布寒流水族館
  - 稚內燈塔

#### 住宿
- 稚內全日空飯店
- 稚內太陽酒店
- 美雪酒店
- OKABE汐彩亭酒店
- 稚內車站酒店
- 稚內多美旅舍
- 稚內MOSHIRIPA青年旅舍

#### 其他
- 北門神社
- 國道40號
- 日本租車稚內営業所
- 豐田租車旭川稚內店
- 時代租車稚內車站前店
- 稚內副港市場（設有溫泉等的大型商業設施）

## 相鄰車站
北海道旅客鉄道（JR北海道）
■宗谷本線
- 特急「宗谷」、「佐呂別」、普通

南稚內（W79）－稚內（W80）

## 軼事
- 2004年5月6日時NHK曾播出過一名為《列島縱斷 鐵道12000公里之旅 ～持最長單程車票旅行42日～》的電視節目企畫，由藝人關口知宏挑戰在路線不重複的情形下利用日本國內的鐵道路線進行距離最長的火車旅行。該節目中計算出最長程的路線是以稚內車站作為出發點，並且在九州的肥前山口車站終結。
- 稚內車站同時是全日本鐵道與JR鐵道裡最北方的車站，與稚內車站相呼應的，其他幾個日本或JR之最的車站還包括了：
  - 根室車站：日本與JR最東端的車站，位於北海道道東地區。
  - 佐世保車站：JR最西端的車站，位於九州西北部。
  - 田平平戶口車站（たびら平戸口駅）：日本本土最西邊的車站，是松浦鐵道西九州線的車站，原本一度是日本全國最西端的車站，但在沖繩都市單軌線（沖縄都市モノレール線）通車後失去了全日本最西的地位。
  - 西大山車站：原為日本最南端車站，但在沖繩島上的沖繩都市單軌線通車後就失去了全日本最南車站的地位，但仍然是JR系統裡最南端的車站。
  - 赤嶺車站：日本最南端車站，是沖繩都市單軌線的南端終點站。
  - 那霸機場車站（那覇空港駅）：日本最西端的車站，是沖繩都市單軌線的一站，實際位置位於整條路線的最西端點。